# Yoshi
Yoshi (włac. T. Yoshisaur Munchakoopas)  – fikcyjny dinozaur, a także nazwa gatunku z gier Nintendo i ze świata Mario.
Po raz pierwszy pojawia się w grze (jako postać, którą można sterować) Super Mario World. Jego głównym domem jest wyspa Yoshich.

## Gry z serii Yoshi
Pierwszą grą z serii jest Yoshi, wydana na NES w Europie w grudniu 1992. Gra Yoshi's Cookie była drugą z serii; wydano ją w Europie w 1993 roku. W tym samym roku wydano Yoshi's Safari. Kolejną grą z tejże serii jest Super Mario World 2: Yoshi’s Island wydane w Europie w październiku 1995. Dwa lata później wydano w Japonii Yoshi's Story (w pozostałych częściach  świata wydano tę grę rok później, a więc w 1998). Yoshi's Story wydano też na Wii w 2007 roku, a w 2016 na Wii U. 
Yoshi's Universal Gravitation, czyli szósta gra serii, wydana została na platformę Game Boy Advance w Europie w 2004 r. W roku 2005 wydano w Japonii, Ameryce Północnej i Europie grę Yoshi's Touch and Go. W roku 2006 Yoshi's Island DS (w Japonii Yoshi Island DS) zawitał na rynki amerykańskie, europejskie oraz australazyjskie, a w roku 2007 do Korei i Japonii. Ta gra była wydana jedynie na Nintendo DS (NDS lub DSi). W 2015 na rynku ukazała się gra Yoshi's Wooly World na Wii U, i ta gra wyszła też na 3DS w roku 2017 pod nazwą Poochy & Yoshi's Woolly World. Kolejną grą serii jest Yoshi's Crafted World z 2019 roku.